# Italiens Grand Prix 1978
Italiens Grand Prix 1978 var det fjortonde av 16 lopp ingående i formel 1-VM 1978. 

## Rapport
Ronnie Peterson i Lotus-Ford (Lotus 78) startade här som femte bil och blev strax efter start inblandad i en seriekrock. Ronnies Lotus började brinna och han fick hjälp att komma ur bilen men avled dagen efter på grund av fettemboli (fett från benmärgen) i hans svårt sargade ben.
Olyckan skedde direkt efter starten då Riccardo Patrese ofrivilligt prejade James Hunt, som igen kolliderade med Ronnies Lotus 78 som körde rakt in i skyddsräcket på höger sida av banan. Petersons Lotus studsade sedan tillbaka ut på banan och krockade med Didier Pironi och fattade eld. Flera andra förare tvingades köra av banan, bland annat Hans-Joachim Stuck, Brett Lunger, Patrick Depailler  och Vittorio Brambilla, då Petersons bil blev ett eldhav. James Hunt och Patrick Depailler var de som drog Ronnie ur den brinnade bilen för att rädda hans liv.
Efter dödsolyckan ansågs föraren Riccardo Patrese skyldig till olyckan och åtalades därför för dråp på Peterson, men friades senare.

## Resultat
1. Niki Lauda, Brabham-Alfa Romeo, 9 poäng
2. John Watson, Brabham-Alfa Romeo, 6
3. Carlos Reutemann, Ferrari, 4
4. Jacques Laffite, Ligier-Matra, 3
5. Patrick Tambay, McLaren-Ford, 2
6. Mario Andretti, Lotus-Ford, 1
7. Gilles Villeneuve, Ferrari
8. Emerson Fittipaldi, Fittipaldi-Ford
9. Nelson Piquet, BS Fabrications (McLaren-Ford)
10. Derek Daly, Ensign-Ford
11. Patrick Depailler, Tyrrell-Ford
12. Jody Scheckter, Wolf-Ford
13. Alan Jones, Williams-Ford
14. Bruno Giacomelli, McLaren-Ford

### Förare som bröt loppet
- Clay Regazzoni, Shadow-Ford (varv 33, för få varv)
- Riccardo Patrese, Arrows-Ford (28, motor)
- James Hunt, McLaren-Ford (19, fördelare)
- Arturo Merzario, Merzario-Ford (14, motor)
- Jean-Pierre Jabouille, Renault (6, motor)
- Ronnie Peterson, Lotus-Ford (0, olycka)
- Didier Pironi, Tyrrell-Ford (0, olycka)
- Hans-Joachim Stuck, Shadow-Ford (0, olycka)
- Brett Lunger, BS Fabrications (McLaren-Ford) (0, olycka)
- Vittorio Brambilla, Surtees-Ford (0, olycka)

### Förare som ej kvalificerade sig
- Hector Rebaque, Rebaque (Lotus-Ford)
- Harald Ertl, ATS-Ford
- Michael Bleekemolen, ATS-Ford
- Carlo Franchi, Surtees-Ford

### Förare som ej förkvalificerade sig
- Harald Ertl, Ensign-Ford
- Keke Rosberg, Wolf-Ford
- Rolf Stommelen, Arrows-Ford
- Alberto Colombo, Merzario-Ford